# Etamsilat
Etamsilatul este un medicament antihemoragic. Este utilizat pentru prevenirea hemoragiilor. Calea de administrare disponibilă este cea intravenoasă (injectabilă). Se crede că efectul antihemoragic este datorat creșterii rezistenței în endoteliul capilarelor și promovării adeziunii plachetelor.